# Абжалиев, Пазыл
Пазы́л Абжали́ев (кирг. Пазыл Абжалиев; 1909 год, село Караван — 2002 год, село Караван, Баткенская область, Кыргызстан) — звеньевой колхоза имени Кагановича Янги-Наукатского района Ошской области, Киргизская ССР. Герой Социалистического Труда (1950).

## Биография
Родился в 1909 году в крестьянской семье в селе Караван.
С 1930 года — шахтёр Кызыл-Кийского горного управления. С 1933 года трудился в звене по выращиванию табака в колхозе имени Кагановича Янги-Наукатского района.
С 1943 года участвовал в Великой Отечественной войне. После демобилизации в 1946 году возвратился в родное село, где продолжил трудиться в колхозе имени Кагановича. С 1946 года возглавлял звено по выращиванию табака.
В 1949 году звено Пазыла Абжалиева собрало в среднем по 19,1 центнеров табака с каждого гектара на участке площадью 3,1 гектаров. Указом Президиума Верховного Совета СССР от 29 мая 1950 года удостоен звания Героя Социалистического Труда с вручением ордена Ленина и золотой медали «Серп и Молот».
В 1970 году вышел на пенсию.
Проживал в родном селе, где скончался в 2002 году.